# Lepidonotus giganteus
Lepidonotus giganteus är en ringmaskart som beskrevs av Kirk 1887. Lepidonotus giganteus ingår i släktet Lepidonotus och familjen Polynoidae. Inga underarter finns listade i Catalogue of Life.